# Eriosema palmeri
Eriosema palmeri är en ärtväxtart som beskrevs av Sereno Watson. Eriosema palmeri ingår i släktet Eriosema och familjen ärtväxter.

## Underarter
Arten delas in i följande underarter:
- E. p. palmeri
- E. p. pedunculatum